# Memorándum de entendimiento UEFA-Conmebol
El memorándum de entendimiento UEFA-Conmebol (MoU, por su sigla en inglés, Memorandum of Understanding) es un acuerdo entre las confederaciones de fútbol de Europa y Sudamérica, UEFA y Conmebol, firmado entre ambas partes con el objetivo de lograr una colaboración estrecha para el desarrollo de ese deporte en las regiones. 
Fue rubricado el 12 de febrero de 2020 y ampliado el 15 de diciembre de 2021, en una primera etapa, y el 2 de junio de 2022, en una segunda etapa, con la creación de campeonatos oficiales en las ramas de fútbol masculino, femenino, juvenil y fútbol sala y la posibilidad de realizar intercambio de árbitros en los torneos organizados por ambas entidades.

## Misión y objetivos
El acuerdo busca proporcionar asistencia y apoyo entre ambas confederaciones para establecer e implementar proyectos y actividades relacionadas con:
- Promoción y el desarrollo del fútbol base, fútbol juvenil y fútbol femenino
- Organización de campeonatos
- Marketing, asuntos legales y de responsabilidad social
- Seguridad
- Promoción de principios éticos y de buen gobierno en el fútbol

## Comités
Con el fin de avanzar en los proyectos, a través del memorando se crearon cuatro comités conjuntos. Las estrategias de ambas confederaciones en los diferentes comités se coordinan en una oficina de Representación Conjunta situada en Londres, Inglaterra, inaugurada el 4 de abril de 2022.

### Comité de arbitraje
A partir de la firma del documento, se inició un programa de intercambio de árbitros, permitiendo que los jueces y asistentes designados por su respectiva confederación participen en partidos de competiciones organizadas por la otra parte signataria.

#### Árbitros designados
| Confederación organizadora             | Competición                          | Árbitro designado                  | Rol               | Asociación           |
| -------------------------------------- | ------------------------------------ | ---------------------------------- | ----------------- | -------------------- |
| UEFA                                   | Eurocopa 2020                        | Fernando Rapallini                 | Árbitro           | Argentina (Conmebol) |
| UEFA                                   | Eurocopa 2020                        | Juan Pablo Belatti                 | Árbitro asistente | Argentina (Conmebol) |
| UEFA                                   | Eurocopa 2020                        | Diego Yamil Bonfá                  | Árbitro asistente | Argentina (Conmebol) |
| UEFA                                   | Eurocopa Femenina 2022               | Emikar Calderas                    | Árbitra           | Venezuela (Conmebol) |
| UEFA                                   | Eurocopa Femenina 2022               | Migdalia Rodríguez Chirino         | Árbitra asistente | Venezuela (Conmebol) |
| UEFA                                   | Eurocopa Femenina 2022               | Mary Blanco Bolívar                | Árbitra asistente | Colombia (Conmebol)  |
| Conmebol                               | Copa América 2021                    | Jesús Gil Manzano                  | Árbitro           | España (UEFA)        |
| Conmebol                               | Copa América 2021                    | Diego Barbero Sevilla              | Árbitro asistente | España (UEFA)        |
| Conmebol                               | Copa América 2021                    | Ángel Nevado Rodríguez             | Árbitro asistente | España (UEFA)        |
| Conmebol                               | Copa América 2021                    | Ricardo de Burgos Bengoetxea       | Árbitro VAR       | España (UEFA)        |
| Conmebol                               | Copa América 2021                    | José Luis Munuera Montero          | Árbitro VAR       | España (UEFA)        |
| Conmebol                               | Sudamericano Femenino Sub-20 2022    | Maria Sole Ferrieri Caputi         | Árbitra           | Italia (UEFA)        |
| Conmebol                               | Sudamericano Femenino Sub-20 2022    | Giulia Tempestilli                 | Árbitra asistente | Italia (UEFA)        |
| Conmebol                               | Sudamericano Femenino Sub-20 2022    | Eliana Fernández González          | Árbitra asistente | España (UEFA)        |
| Conmebol                               | Copa América Femenina 2022           | Sandra Braz                        | Árbitra           | Portugal (UEFA)      |
| Conmebol                               | Copa América Femenina 2022           | Andreia Ferreira Souza             | Árbitra asistente | Portugal (UEFA)      |
| Conmebol                               | Copa América Femenina 2022           | Rita Cabañero Mompó                | Árbitra asistente | España (UEFA)        |
| Conmebol                               | Copa Libertadores Femenina 2022      | Maria Marotta                      | Árbitra           | Italia (UEFA)        |
| Conmebol                               | Copa Libertadores Femenina 2022      | Tiziana Trasciatti                 | Árbitra asistente | Italia (UEFA)        |
| Conmebol                               | Copa Libertadores Femenina 2022      | Silvia Fernández Pérez             | Árbitra asistente | España (UEFA)        |
| Ambas (campeonatos intercontinentales) | Copa de Campeones Conmebol-UEFA 2022 | Piero Maza                         | Árbitro           | Chile (Conmebol)     |
| Ambas (campeonatos intercontinentales) | Copa de Campeones Conmebol-UEFA 2022 | Christian Schiemann                | Árbitro asistente | Chile (Conmebol)     |
| Ambas (campeonatos intercontinentales) | Copa de Campeones Conmebol-UEFA 2022 | Claudio Ríos                       | Árbitro asistente | Chile (Conmebol)     |
| Ambas (campeonatos intercontinentales) | Copa de Campeones Conmebol-UEFA 2022 | Jesús Gil Manzano                  | Árbitro suplente  | España (UEFA)        |
| Ambas (campeonatos intercontinentales) | Copa de Campeones Conmebol-UEFA 2022 | Alejandro José Hernández Hernández | Árbitro VAR       | España (UEFA)        |
| Ambas (campeonatos intercontinentales) | Copa de Campeones Conmebol-UEFA 2022 | Juan Martínez Munuera              | Asistente VAR     | España (UEFA)        |
| Ambas (campeonatos intercontinentales) | Copa de Campeones Conmebol-UEFA 2022 | Tiago Lopes Martins                | Asistente VAR     | Portugal (UEFA)      |
| Ambas (campeonatos intercontinentales) | Copa Intercontinental Sub-20 2022    | Derlis López                       | Árbitro           | Paraguay (Conmebol)  |
| Ambas (campeonatos intercontinentales) | Copa Intercontinental Sub-20 2022    | Roberto Cañete                     | Árbitro asistente | Paraguay (Conmebol)  |
| Ambas (campeonatos intercontinentales) | Copa Intercontinental Sub-20 2022    | José Villagra                      | Árbitro asistente | Paraguay (Conmebol)  |
| Ambas (campeonatos intercontinentales) | Copa Intercontinental Sub-20 2022    | José Méndez                        | Árbitro suplente  | Argentina (Conmebol) |
| Ambas (campeonatos intercontinentales) | Copa Intercontinental Sub-20 2022    | Germán Delfino                     | Árbitro VAR       | Argentina (Conmebol) |
| Ambas (campeonatos intercontinentales) | Copa Intercontinental Sub-20 2022    | Maximiliano Del Yeso               | Asistente VAR     | Argentina (Conmebol) |
| Ambas (campeonatos intercontinentales) | Finalísima de Futsal 2022            | Henry Gutiérrez                    | Árbitro           | Bolivia (Conmebol)   |
| Ambas (campeonatos intercontinentales) | Finalísima de Futsal 2022            | Ricardo Messa                      | Árbitro           | Brasil (Conmebol)    |
| Ambas (campeonatos intercontinentales) | Finalísima de Futsal 2022            | Gean Telles                        | Árbitro           | Brasil (Conmebol)    |
| Ambas (campeonatos intercontinentales) | Finalísima de Futsal 2022            | Christian Espínola                 | Árbitro           | Chile (Conmebol)     |
| Ambas (campeonatos intercontinentales) | Finalísima de Futsal 2022            | Jonhatan Herbas                    | Árbitro           | Ecuador (Conmebol)   |
| Ambas (campeonatos intercontinentales) | Finalísima de Futsal 2022            | Mario Espichan                     | Árbitro           | Perú (Conmebol)      |
| Ambas (campeonatos intercontinentales) | Finalísima de Futsal 2022            | Daniel Rodríguez                   | Árbitro           | Uruguay (Conmebol)   |
| Ambas (campeonatos intercontinentales) | Finalísima de Futsal 2022            | Yuri García                        | Árbitro           | Colombia (Conmebol)  |
| Ambas (campeonatos intercontinentales) | Finalísima de Futsal 2022            | Daniel Manrique                    | Cronometrista     | Colombia (Conmebol)  |
| Ambas (campeonatos intercontinentales) | Finalísima de Futsal 2022            | José Villar                        | Cronometrista     | Venezuela (Conmebol) |

### Comité de fútbol femenino
El acuerdo proporciona una estrategia de desarrollo de esta rama en todas sus asociaciones miembro, así como la creación de diferentes competiciones. El primer campeonato de fútbol femenino planificado a partir del MoU es la Finalísima Femenina UEFA-Conmebol, torneo que emula a la Copa de Campeones Conmebol-UEFA.

### Comité de desarrollo y entrenadores
El propósito de este comité es brindar un proyecto en conjunto para la creación de:
- Programas de desarrollo de jugadores jóvenes de élite
- Desarrollo de ojeadores[1]
- Licencias conjuntas de entrenadores: Se planifica para 2023 un reconocimiento mutuo de títulos y licencias de directores técnicos (por ejemplo, equivalencia entre UEFA Pro Licence y Licencia Conmebol PRO)[3]

### Comité de competiciones
A continuación, la lista de campeonatos creados a partir de la firma del memorándum:
- Copa de Campeones Conmebol-UEFA: Competición oficial de selecciones[15] masculinas de fútbol que enfrenta a partido único a los campeones de la UEFA EURO y la Conmebol Copa América. Existieron dos ediciones previas a la firma del MoU (1985 y 1993). Su relanzamiento se oficializó el 28 de septiembre de 2021, acordando la organización de tres nuevas ediciones. La primera de ellas se realizó el 1 de junio de 2022 en el Estadio de Wembley, bajo el nombre de Finalissima.[16][2]
- Copa Intercontinental Sub-20: Partido jugado por el campeón de la Liga Juvenil de la UEFA y la Conmebol Libertadores Sub-20. Se disputó por primera vez el 21 de agosto de 2022 en el Estadio Centenario de Montevideo.[3][17]
- Finalissima de Futsal: Competición oficial de selecciones masculinas de fútbol sala disputada por los campeones y subcampeones de la Campeonato Europeo de Fútbol Sala de la UEFA y la Conmebol Copa América de Futsal.
- Finalissima Femenina: Competición oficial de selecciones femeninas de fútbol que enfrenta a partido único a las campeonas de la UEFA EURO Femenina y la Conmebol Copa América Femenina.
- UEFA-Conmebol Desafío de clubes: competencia piloto: Su continuidad se determinara en base al resultado de la organización del evento): Final a partido único entre el campeón de la Copa Sudamericana y el campeón de la Europa League.

## Campeones de las competiciones creadas por la aplicación del memorándum

### Campeonatos de selecciones
| Selección | Cantidad | Ediciones |
| --------- | -------- | --------- |
| Argentina | 1        | 2022      |

| Selección  | Cantidad | Ediciones |
| ---------- | -------- | --------- |
| Inglaterra | 1        | 2023      |

| Selección | Cantidad | Ediciones |
| --------- | -------- | --------- |
| Portugal  | 1        | 2022      |

### Campeonatos de clubes
| Equipo  | Cantidad | Ediciones |
| ------- | -------- | --------- |
| Sevilla | 1        | 2023      |

| Equipo         | Cantidad | Ediciones |
| -------------- | -------- | --------- |
| Benfica        | 1        | 2022      |
| Boca Juniors   | 1        | 2023      |
| Flamengo       | 1        | 2024      |
| Por determinar |          | 2025      |